# À travers les Ardennes flamandes 2015
La 2e édition d'À travers les Ardennes flamandes a eu lieu le 19 juillet 2015. La course fait partie du calendrier UCI Europe Tour 2015 en catégorie 1.2. C'est également la septième épreuve de la Topcompétition 2015.
Elle a été remportée par le Belge Stijn Steels (Topsport Vlaanderen-Baloise) qui s'impose lors d'un sprint à cinq coureurs belges, respectivement devant Dimitri Claeys (Verandas Willems) et son coéquipier Preben Van Hecke.

## Présentation
Pour sa deuxième édition, À travers les Ardennes flamandes remplace le Circuit de Wallonie comme manche de la Topcompétition.

### Parcours

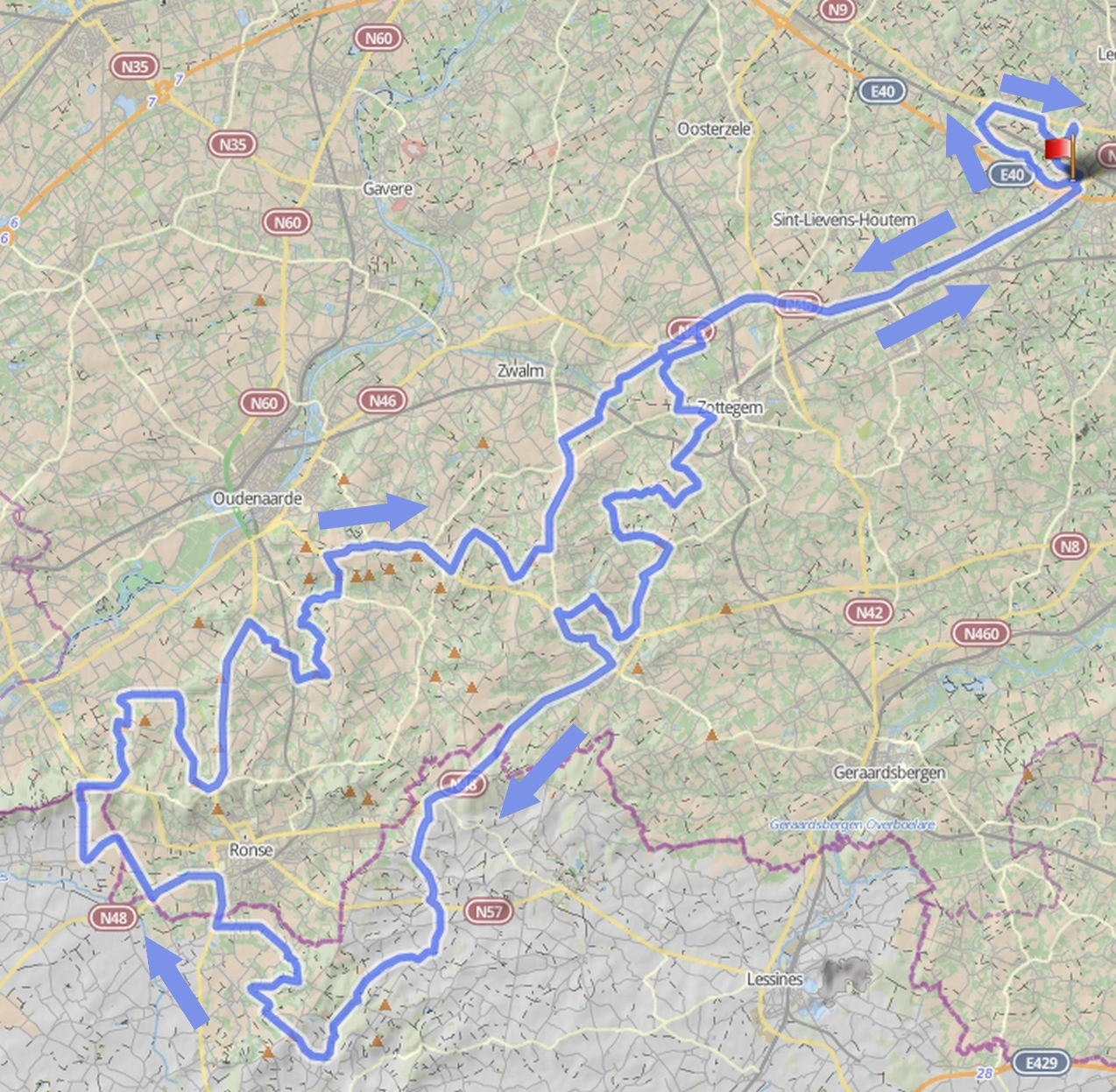
Le plan global du parcours.
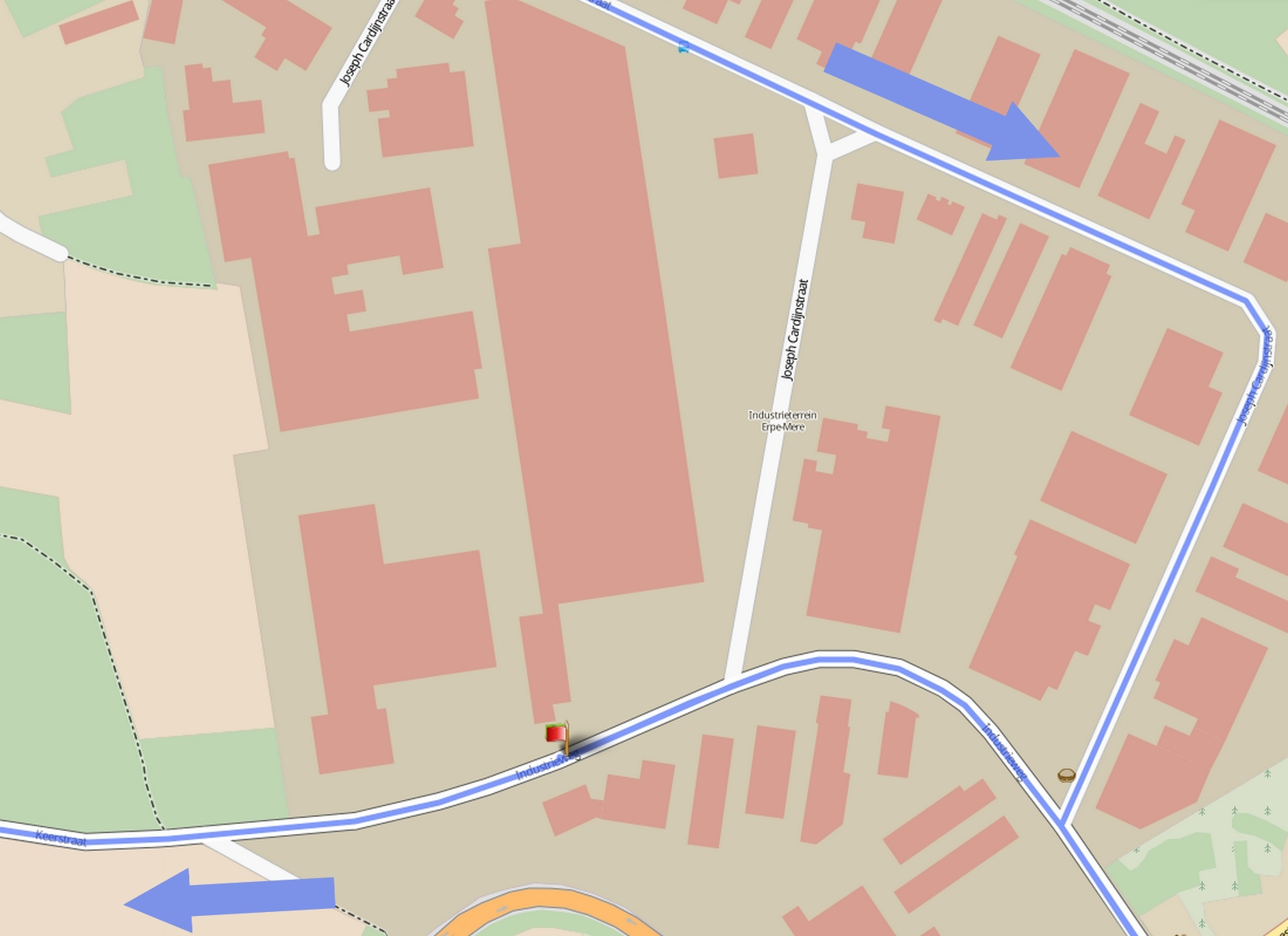
La zone d'arrivée et de départ.
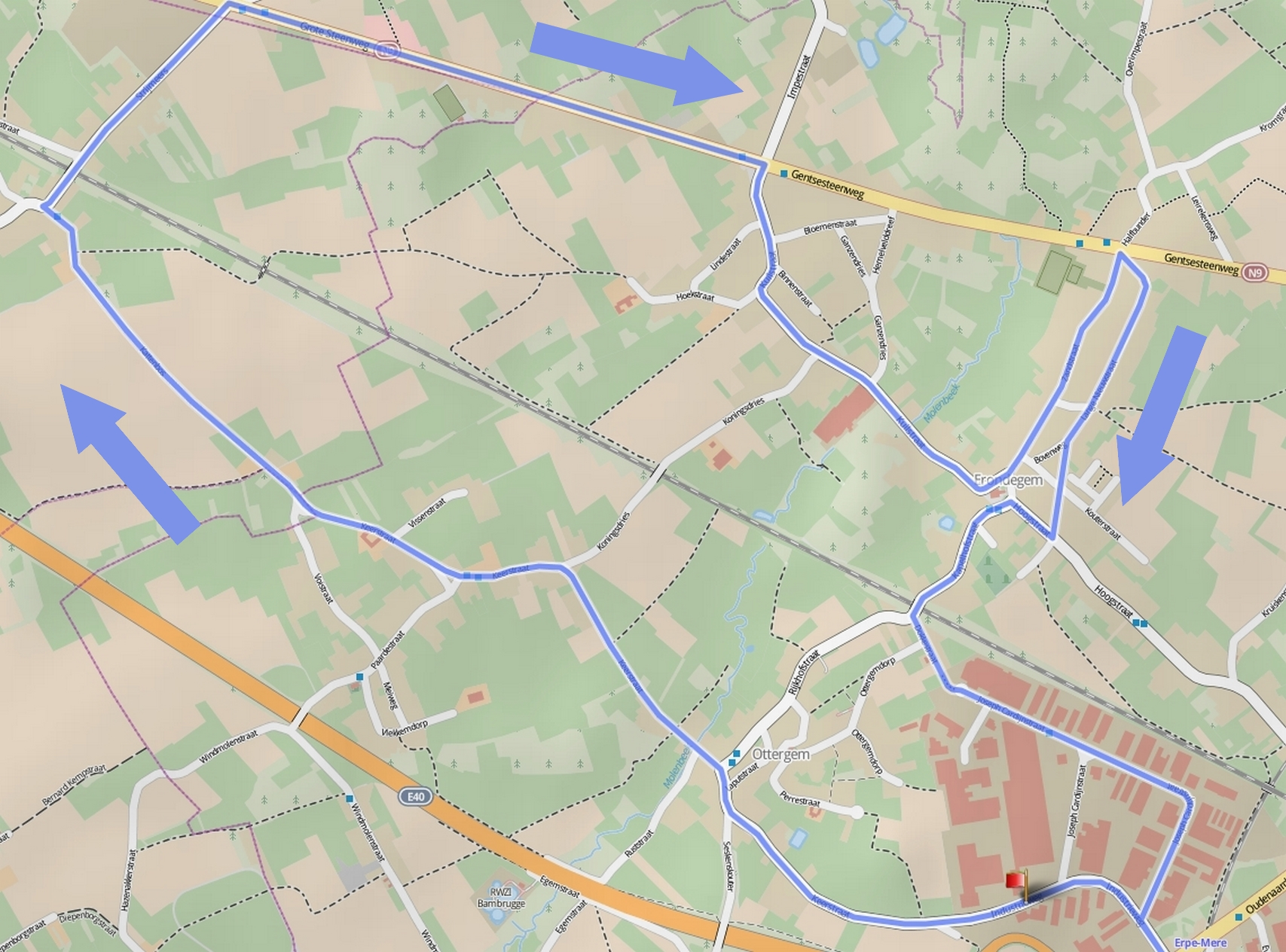
Le circuit final.
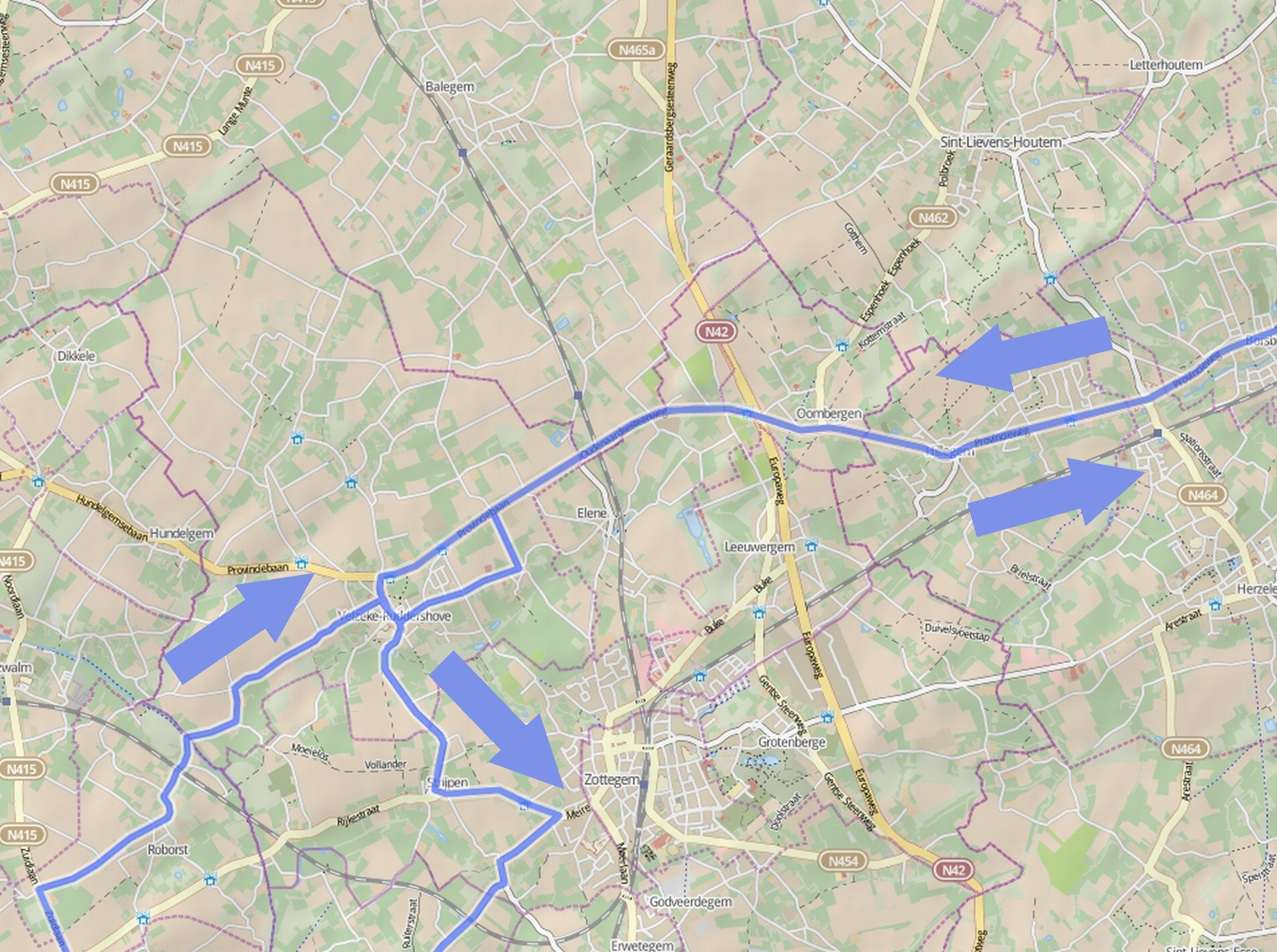
Le tronc commun.
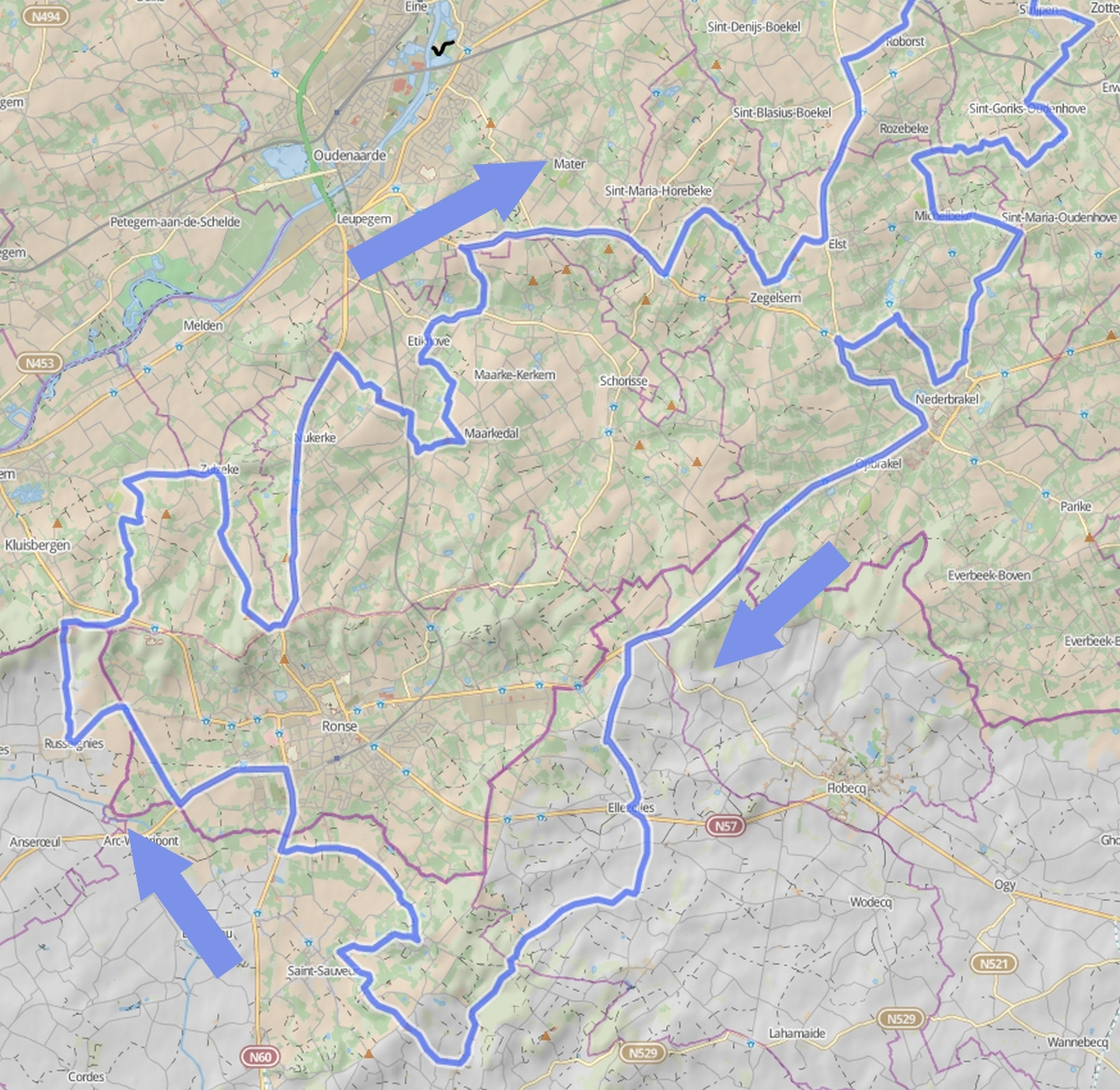
La grande boucle.

### Équipes
Classé en catégorie 1.2 de l'UCI Europe Tour, À travers les Ardennes flamandes est par conséquent ouvert aux équipes continentales professionnelles belges, aux équipes continentales, aux équipes nationales et aux équipes régionales et de clubs.
Vingt-sept équipes participent à cet À travers les Ardennes flamandes - deux équipes continentales professionnelles, quatorze équipes continentales et onze équipes régionales et de clubs :
| Équipes continentales professionnelles | Équipes continentales professionnelles | Équipes continentales professionnelles |
| Nom de l'équipe                        | Pays                                   | Code                                   |
| -------------------------------------- | -------------------------------------- | -------------------------------------- |
| Topsport Vlaanderen-Baloise            | Belgique                               | TSV                                    |
| Wanty-Groupe Gobert                    | Belgique                               | WGG                                    |

| Équipes continentales          | Équipes continentales | Équipes continentales |
| Nom de l'équipe                | Pays                  | Code                  |
| ------------------------------ | --------------------- | --------------------- |
| 3M                             | Belgique              | MMM                   |
| An Post-ChainReaction          | Irlande               | SKT                   |
| Cibel                          | Belgique              | CIB                   |
| Colba-Superano Ham             | Belgique              | CSH                   |
| Color Code-Aquality Protect    | Belgique              | CCB                   |
| Leopard Development            | Luxembourg            | LDT                   |
| Roubaix Lille Métropole        | France                | RLM                   |
| SEG Racing                     | Pays-Bas              | SEG                   |
| Sunweb-Napoleon Games          | Belgique              | SUN                   |
| T.Palm-Pôle Continental Wallon | Belgique              | PCW                   |
| Vastgoedservice-Golden Palace  | Belgique              | VGS                   |
| Veranclassic-Ekoï              | Belgique              | VER                   |
| Verandas Willems               | Belgique              | WIL                   |
| Wallonie-Bruxelles             | Belgique              | WBC                   |

| Équipes régionales et de clubs | Équipes régionales et de clubs | Équipes régionales et de clubs |
| Nom de l'équipe                | Pays                           | Code                           |
| ------------------------------ | ------------------------------ | ------------------------------ |
| Asfra Racing Oudenaarde        | Belgique                       | ASF                            |
| Atom 6-Tops Antiek             | Belgique                       | AT6                            |
| Baguet-MIBA Poorten-Indulek    | Belgique                       | BMP                            |
| BCV Works-Soenens              | Belgique                       | BCV                            |
| EFC-Etixx                      | Belgique                       | EFC                            |
| Lotto-Soudal U23               | Belgique                       | LTU                            |
| Ottignies-Perwez               | Belgique                       | OTP                            |
| Profel United                  | Belgique                       | PFU                            |
| Prorace                        | Belgique                       | PRO                            |
| Van Der Vurst-Hiko             | Belgique                       | VDV                            |
| VL Technics-Experza-Abutriek   | Belgique                       | VLT                            |

### Règlement de la course

#### Primes
Les vingt prix sont attribués suivant le barème de l'UCI,. Le total général des prix distribués est de 6 010 €.
| Position | 1er     | 2e      | 3e    | 4e    | 5e    | 6e    | 7e    | 8e    | 9e    | 10e à 20e |
| Prix     | 2 425 € | 1 210 € | 607 € | 305 € | 240 € | 180 € | 180 € | 118 € | 118 € | 57 €      |

## Classements

### Classement final
| Classement final | Classement final   | Classement final | Classement final            | Classement final   |
|                  | Coureur            | Pays             | Équipe                      | Temps              |
| ---------------- | ------------------ | ---------------- | --------------------------- | ------------------ |
| 1er              | Stijn Steels       | Belgique         | Topsport Vlaanderen-Baloise | en 4 h 16 min 49 s |
| 2e               | Dimitri Claeys     | Belgique         | Verandas Willems            | + 0 s              |
| 3e               | Preben Van Hecke   | Belgique         | Topsport Vlaanderen-Baloise | + 1 s              |
| 4e               | Gertjan De Vos     | Belgique         | 3M                          | + 1 s              |
| 5e               | Christophe Prémont | Belgique         | Verandas Willems            | + 1 s              |
| 6e               | Sébastien Delfosse | Belgique         | Wallonie-Bruxelles          | + 1 min 16 s       |
| 7e               | Jimmy Duquennoy    | Belgique         | Color Code-Aquality Protect | + 1 min 24 s       |
| 8e               | Jens Wallays       | Belgique         | Topsport Vlaanderen-Baloise | + 1 min 28 s       |
| 9e               | Conor Dunne        | Irlande          | An Post-ChainReaction       | + 1 min 28 s       |
| 10e              | Joeri Stallaert    | Belgique         | Cibel                       | + 1 min 32 s       |
| modifier         |                    |                  |                             |                    |

### Classement de la Topcompétition

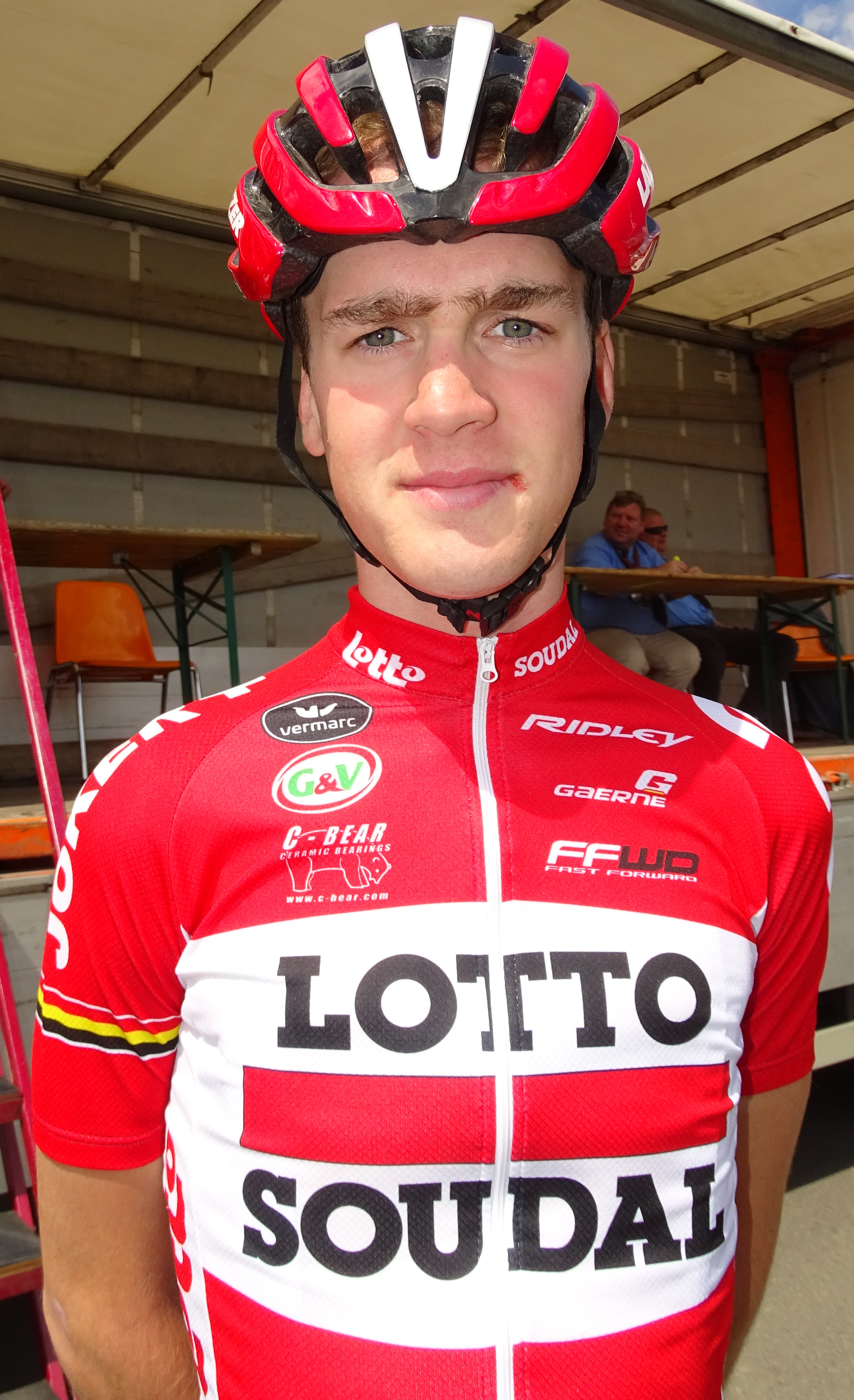
Dries Van Gestel est le leader de la Topcompétition.

| Top dix de la Topcompétition à l'issue de la 7e manche | Top dix de la Topcompétition à l'issue de la 7e manche | Top dix de la Topcompétition à l'issue de la 7e manche | Top dix de la Topcompétition à l'issue de la 7e manche | Top dix de la Topcompétition à l'issue de la 7e manche |
| ------------------------------------------------------ | ------------------------------------------------------ | ------------------------------------------------------ | ------------------------------------------------------ | ------------------------------------------------------ |
|                                                        | Coureur                                                | Pays                                                   | Équipe                                                 | Point(s)                                               |
| 1er                                                    | Dries Van Gestel                                       | Belgique                                               | Lotto-Soudal U23                                       | 103 points                                             |
| 2e                                                     | Nicolas Vereecken                                      | Belgique                                               | 3M                                                     | 93 pts                                                 |
| 3e                                                     | Joeri Stallaert                                        | Belgique                                               | Cibel                                                  | 76 pts                                                 |
| 4e                                                     | Dimitri Peyskens                                       | Belgique                                               | 3M                                                     | 74 pts                                                 |
| 5e                                                     | Kenneth Van Rooy                                       | Belgique                                               | Lotto-Soudal U23                                       | 73 pts                                                 |
| 6e                                                     | Tim Vanspeybroeck                                      | Belgique                                               | 3M                                                     | 72 pts                                                 |
| 7e                                                     | Tom Bosmans                                            | Belgique                                               | VL Technics-Experza-Abutriek                           | 69 pts                                                 |
| 8e                                                     | Maxime Farazijn                                        | Belgique                                               | EFC-Etixx                                              | 66 pts                                                 |
| 9e                                                     | Daan Myngheer                                          | Belgique                                               | Verandas Willems                                       | 54 pts                                                 |
| 10e                                                    | Robby Cobbaert                                         | Belgique                                               | BCV Works-Soenens                                      | 48 pts                                                 |
| modifier                                               |                                                        |                                                        |                                                        |                                                        |

| \| \| Top dix de la Topcompétition à l'issue de la 7e manche[5] \| | \| \| Top dix de la Topcompétition à l'issue de la 7e manche[5] \| | \| \| Top dix de la Topcompétition à l'issue de la 7e manche[5] \| | \| \| Top dix de la Topcompétition à l'issue de la 7e manche[5] \| |
| ------------------------------------------------------------------ | ------------------------------------------------------------------ | ------------------------------------------------------------------ | ------------------------------------------------------------------ |
|                                                                    | Équipe                                                             | Pays                                                               | Point(s)                                                           |
| 1                                                                  | Lotto-Soudal U23                                                   | Belgique                                                           | 198                                                                |
| 2                                                                  | 3M                                                                 | Belgique                                                           | 170                                                                |
| 3                                                                  | EFC-Etixx                                                          | Belgique                                                           | 161                                                                |
| 4                                                                  | VL Technics-Experza-Abutriek                                       | Belgique                                                           | 143                                                                |
| 5                                                                  | Color Code-Aquality Protect                                        | Belgique                                                           | 127                                                                |
| 6                                                                  | BCV Works-Soenens                                                  | Belgique                                                           | 123                                                                |
| 7                                                                  | Profel United                                                      | Belgique                                                           | 120                                                                |
| 8                                                                  | Cibel                                                              | Belgique                                                           | 118                                                                |
| 9                                                                  | Prorace                                                            | Belgique                                                           | 101                                                                |
| 10                                                                 | Ottignies-Perwez                                                   | Belgique                                                           | 100                                                                |
|                                                                    | Top dix de la Topcompétition à l'issue de la 7e manche             |                                                                    |                                                                    |

|  | Top dix de la Topcompétition à l'issue de la 7e manche |

### UCI Europe Tour
Cet À travers les Ardennes flamandes attribue des points pour l'UCI Europe Tour 2015, par équipes seulement aux coureurs des équipes continentales professionnelles et continentales, individuellement à tous les coureurs sauf ceux faisant partie d'une équipe ayant un label WorldTeam.
| Position,          | 1er | 2e | 3e | 4e | 5e | 6e | 7e | 8e |
| Classement général | 40  | 30 | 16 | 12 | 10 | 8  | 6  | 3  |

## Liste des participants
- Liste de départ complète

| Légende | Légende                                                                         | Légende | Légende                                                    |
| ------- | ------------------------------------------------------------------------------- | ------- | ---------------------------------------------------------- |
| Num     | Dossard de départ porté par le coureur sur cet À travers les Ardennes flamandes | Pos     | Position à l'arrivée de la course                          |
|         | Indique un maillot de champion national ou mondial, suivi de sa spécialité      | NP      | Indique un coureur qui n'a pas pris le départ de la course |
| AB      | Indique un coureur qui n'a pas terminé la course                                | HD      | Indique un coureur qui a terminé la course hors des délais |

| Lotto-Soudal U23 LTU          | Lotto-Soudal U23 LTU    | Lotto-Soudal U23 LTU |
| ----------------------------- | ----------------------- | -------------------- |
| Num                           | Coureur                 | Pos                  |
| 1                             | Emiel Planckaert (BEL)  | 29e                  |
| 2                             | Frederik Frison (BEL)   | 46e                  |
| 3                             | Michael Goolaerts (BEL) | AB                   |
| 4                             | Ruben Pols (BEL)        | 26e                  |
| 5                             | Dries Van Gestel (BEL)  | 25e                  |
| 6                             | Joachim Vanreyten (BEL) | AB                   |
| 7                             | Kenneth Van Rooy (BEL)  | 28e                  |
| Directeur sportif : Carl Roes |                         |                      |

| EFC-Etixx EFC                | EFC-Etixx EFC             | EFC-Etixx EFC |
| ---------------------------- | ------------------------- | ------------- |
| Num                          | Coureur                   | Pos           |
| 11                           | Gilles Loncin (BEL)       | 15e           |
| 12                           | Christophe Noppe (BEL)    | AB            |
| 13                           | Matthias Vandewalle (BEL) | AB            |
| 14                           | Jordi Warlop (BEL)        | AB            |
| 15                           | Aimé De Gendt (BEL)       | 54e           |
| 16                           | Piet Allegaert (BEL)      | AB            |
| 17                           | Maxime Farazijn (BEL)     | 42e           |
| Directeur sportif : Wim Feys |                           |               |

| Color Code-Aquality Protect CCB              | Color Code-Aquality Protect CCB | Color Code-Aquality Protect CCB |
| -------------------------------------------- | ------------------------------- | ------------------------------- |
| Num                                          | Coureur                         | Pos                             |
| 21                                           | Maximilien Picoux (BEL)         | 41e                             |
| 22                                           | Franklin Six (BEL)              | 55e                             |
| 23                                           | Charlie Arimont (BEL)           | AB                              |
| 24                                           | Lionel Taminiaux (BEL)          | AB                              |
| 25                                           | Antoine Loy (BEL)               | 51e                             |
| 26                                           | Loïc Hennaux (BEL)              | AB                              |
| 27                                           | Jimmy Duquennoy (BEL)           | 7e                              |
| Directeur sportif : Jean-Denis Vandenbroucke |                                 |                                 |

| Verandas Willems WIL                  | Verandas Willems WIL     | Verandas Willems WIL |
| ------------------------------------- | ------------------------ | -------------------- |
| Num                                   | Coureur                  | Pos                  |
| 31                                    | Dimitri Claeys (BEL)     | 2e                   |
| 32                                    | Joeri Calleeuw (BEL)     | 65e                  |
| 33                                    | Olivier Pardini (BEL)    | 12e                  |
| 34                                    | Joren Touquet (BEL)      | 45e                  |
| 35                                    | Daan Myngheer (BEL)      | 14e                  |
| 36                                    | Dries De Bondt (BEL)     | AB                   |
| 37                                    | Christophe Prémont (BEL) | 5e                   |
| Directeur sportif : Gautier De Winter |                          |                      |

| BCV Works-Soenens BCV              | BCV Works-Soenens BCV     | BCV Works-Soenens BCV |
| ---------------------------------- | ------------------------- | --------------------- |
| Num                                | Coureur                   | Pos                   |
| 41                                 | Thimo Willems (BEL)       | AB                    |
| 42                                 | Cédric Defreyne (BEL)     | 34e                   |
| 43                                 | Tijs Delbaere (BEL)       | AB                    |
| 44                                 | Bram Van Renterghem (BEL) | 52e                   |
| 45                                 | Wiebren Plovie (BEL)      | AB                    |
| 46                                 | Jordy Vanmeenen (BEL)     | AB                    |
| 47                                 | Gianni Wytinck (BEL)      | AB                    |
| Directeur sportif : Francky Vanhie |                           |                       |

| 3M MMM                              | 3M MMM                  | 3M MMM |
| ----------------------------------- | ----------------------- | ------ |
| Num                                 | Coureur                 | Pos    |
| 51                                  | Nicolas Vereecken (BEL) | 18e    |
| 52                                  | Tim Vanspeybroeck (BEL) | 19e    |
| 53                                  | Emiel Vermeulen (BEL)   | AB     |
| 54                                  | Jimmy Janssens (BEL)    | 57e    |
| 55                                  | Dimitri Peyskens (BEL)  | 23e    |
| 56                                  | Gertjan De Vos (BEL)    | 4e     |
| 57                                  | Martijn Degreve (BEL)   | AB     |
| Directeur sportif : Bernard Moerman |                         |        |

| Cibel CIB                               | Cibel CIB                   | Cibel CIB |
| --------------------------------------- | --------------------------- | --------- |
| Num                                     | Coureur                     | Pos       |
| 61                                      | Benjamin Verraes (BEL)      | AB        |
| 62                                      | Joeri Stallaert (BEL)       | 10e       |
| 63                                      | Jens Geerinck (BEL)         | AB        |
| 64                                      | Kevin Callebaut (BEL)       | AB        |
| 65                                      | Thomas Gibbons (USA)        | AB        |
| 66                                      | Jori Van Steenberghen (BEL) | 38e       |
| 67                                      | Niels Van Dorsselaer (BEL)  | AB        |
| Directeur sportif : Gaspard Van Petegem |                             |           |

| Ottignies-Perwez OTP               | Ottignies-Perwez OTP       | Ottignies-Perwez OTP |
| ---------------------------------- | -------------------------- | -------------------- |
| Num                                | Coureur                    | Pos                  |
| 71                                 | Auxence Buntinx (BEL)      | AB                   |
| 72                                 | Laurent Krauss (BEL)       | AB                   |
| 73                                 | Christopher Deguelle (BEL) | AB                   |
| 74                                 | Jelle Goderis (BEL)        | AB                   |
| 75                                 | Robin Haubruge (BEL)       | AB                   |
| 76                                 | Grégory La Rose (BEL)      | AB                   |
| 77                                 | Wim Reynaerts (BEL)        | AB                   |
| Directeur sportif : André Soetaers |                            |                      |

| VL Technics-Experza-Abutriek VLT | VL Technics-Experza-Abutriek VLT | VL Technics-Experza-Abutriek VLT |
| -------------------------------- | -------------------------------- | -------------------------------- |
| Num                              | Coureur                          | Pos                              |
| 81                               | Tom Bosmans (BEL)                | 81e                              |
| 82                               | Axel De Corte (BEL)              | 33e                              |
| 83                               | Tuur Deprez (BEL)                | AB                               |
| 84                               | Laurent Pieters (BEL)            | AB                               |
| 85                               | Seppe Verschuere (BEL)           | AB                               |
| 86                               | Bram Van Broekhoven (BEL)        | AB                               |
| 87                               | Guillaume Seye (BEL)             | AB                               |
| Directeur sportif : Mario Lapere |                                  |                                  |

| Prorace PRO                       | Prorace PRO              | Prorace PRO |
| --------------------------------- | ------------------------ | ----------- |
| Num                               | Coureur                  | Pos         |
| 91                                | Jordy Bouts (BEL)        | AB          |
| 92                                | Brent Briesen (BEL)      | AB          |
| 93                                | Vincent De Sy (BEL)      | AB          |
| 94                                | Robin Mertens (BEL)      | AB          |
| 95                                | Josh Teasdale (GBR)      | AB          |
| 96                                | Niels Tooth (BEL)        | AB          |
| 97                                | Maarten Vlasselaer (BEL) | AB          |
| Directeur sportif : Benny Willems |                          |             |

| T.Palm-Pôle Continental Wallon PCW      | T.Palm-Pôle Continental Wallon PCW | T.Palm-Pôle Continental Wallon PCW |
| --------------------------------------- | ---------------------------------- | ---------------------------------- |
| Num                                     | Coureur                            | Pos                                |
| 101                                     | Thomas Armstrong (GBR)             | NP                                 |
| 102                                     | Claudio Catania (ITA)              | AB                                 |
| 103                                     | Guillaume Delvaux (BEL)            | AB                                 |
| 104                                     | Guillaume Haag (BEL)               | AB                                 |
| 105                                     | Nicolas Mertz (BEL)                | AB                                 |
| 106                                     | Jeff Peelaers (BEL)                | AB                                 |
| 107                                     | Ian Vansumere (BEL)                | NP                                 |
| Directeur sportif : Pascal Pieteraerens |                                    |                                    |

| Wallonie-Bruxelles WBC                | Wallonie-Bruxelles WBC   | Wallonie-Bruxelles WBC |
| ------------------------------------- | ------------------------ | ---------------------- |
| Num                                   | Coureur                  | Pos                    |
| 111                                   | Julien Stassen (BEL)     | 48e                    |
| 112                                   | Sébastien Delfosse (BEL) | 6e                     |
| 113                                   | Ludwig De Winter (BEL)   | AB                     |
| 114                                   | Olivier Chevalier (BEL)  | 31e                    |
| 115                                   | Gaëtan Pons (BEL)        | AB                     |
| 116                                   | Kevyn Ista (BEL)         | 40e                    |
| 117                                   | Laurent Évrard (BEL)     | 21e                    |
| Directeur sportif : Frédéric Amorison |                          |                        |

| Van Der Vurst-Hiko VDV             | Van Der Vurst-Hiko VDV    | Van Der Vurst-Hiko VDV |
| ---------------------------------- | ------------------------- | ---------------------- |
| Num                                | Coureur                   | Pos                    |
| 121                                | Alfdan De Decker (BEL)    | AB                     |
| 122                                | Goran Van de Walle (BEL)  | AB                     |
| 123                                | Jeroen D'Heer (BEL)       | AB                     |
| 124                                | Axel Gremelpont (BEL)     | AB                     |
| 125                                | Rutger Roelandts (BEL)    | AB                     |
| 126                                | Jelle Van Den Plas (BEL)  | AB                     |
| 127                                | Frederik Vandewiele (BEL) | AB                     |
| Directeur sportif : Jurgen De Smet |                           |                        |

| Veranclassic-Ekoï VER              | Veranclassic-Ekoï VER       | Veranclassic-Ekoï VER |
| ---------------------------------- | --------------------------- | --------------------- |
| Num                                | Coureur                     | Pos                   |
| 131                                | Niels De Rooze (BEL)        | AB                    |
| 132                                | Justin Jules (FRA)          | 56e                   |
| 133                                | Robin Stenuit (BEL)         | AB                    |
| 134                                | Julien Van Den Brande (BEL) | AB                    |
| 135                                | Melvin Rullière (FRA)       | AB                    |
| 136                                | Serge Dewortelaer (BEL)     | AB                    |
| 137                                | Edwig Cammaerts (BEL)       | AB                    |
| Directeur sportif : Geoffrey Coupé |                             |                       |

| Baguet-MIBA Poorten-Indulek BMP         | Baguet-MIBA Poorten-Indulek BMP | Baguet-MIBA Poorten-Indulek BMP |
| --------------------------------------- | ------------------------------- | ------------------------------- |
| Num                                     | Coureur                         | Pos                             |
| 141                                     | Ruben Geerinckx (BEL)           | AB                              |
| 142                                     | Ruben Van Der Haeghen (BEL)     | AB                              |
| 143                                     | Titte Van Laer (BEL)            | AB                              |
| 144                                     | Stef Rogier (BEL)               | AB                              |
| 145                                     | Jasper Van Der Schelden (BEL)   | AB                              |
| 146                                     | Niels Vandyck (BEL)             | NP                              |
| 147                                     | Artur Kovsh (RUS)               | AB                              |
| Directeur sportif : Christian De Sutter |                                 |                                 |

| Asfra Racing Oudenaarde ASF   | Asfra Racing Oudenaarde ASF | Asfra Racing Oudenaarde ASF |
| ----------------------------- | --------------------------- | --------------------------- |
| Num                           | Coureur                     | Pos                         |
| 151                           | Angelo De Ketele (BEL)      | AB                          |
| 152                           | Ivan Cook (AUS)             | AB                          |
| 153                           | Arne Opsomer (BEL)          | AB                          |
| 154                           | Ylber Sefa (ALB)            | 60e                         |
| 155                           | Glenn Velle (BEL)           | AB                          |
| 156                           | Kevin Verwaest (BEL)        | AB                          |
| 157                           | Pieter Verwee (BEL)         | AB                          |
| Directeur sportif : Luc Assez |                             |                             |

| Vastgoedservice-Golden Palace VGS  | Vastgoedservice-Golden Palace VGS | Vastgoedservice-Golden Palace VGS |
| ---------------------------------- | --------------------------------- | --------------------------------- |
| Num                                | Coureur                           | Pos                               |
| 161                                | Alphonse Vermote (BEL)            | AB                                |
| 162                                | Kurt Geysen (BEL)                 | AB                                |
| 163                                | Jordi Van Dingenen (BEL)          | AB                                |
| 164                                | Rob Peeters (BEL)                 | 63e                               |
| 165                                | Tim Merlier (BEL)                 | 22e                               |
| 166                                | Yannick Peeters (BEL)             | AB                                |
| 167                                | Alexander Cools (BEL)             | AB                                |
| Directeur sportif : Stijn Van Hout |                                   |                                   |

| Profel United PFU                | Profel United PFU      | Profel United PFU |
| -------------------------------- | ---------------------- | ----------------- |
| Num                              | Coureur                | Pos               |
| 171                              | Michiel Broes (BEL)    | 49e               |
| 172                              | Glenn Debruyne (BEL)   | AB                |
| 173                              | Glenn Broekmans (BEL)  | AB                |
| 174                              | Niels Reynvoet (BEL)   | 20e               |
| 175                              | Tom Verhaegen (BEL)    | AB                |
| 176                              | Floris Smeyers (BEL)   | AB                |
| 177                              | Lennert Hoefkens (BEL) | AB                |
| Directeur sportif : Johan Remels |                        |                   |

| Colba-Superano Ham CSH            | Colba-Superano Ham CSH    | Colba-Superano Ham CSH |
| --------------------------------- | ------------------------- | ---------------------- |
| Num                               | Coureur                   | Pos                    |
| 181                               | Jelle Donders (BEL)       | AB                     |
| 182                               | Aron Kremer (NED)         | AB                     |
| 183                               | Kevin Claeys (BEL)        | AB                     |
| 184                               | Quincy Vens (BEL)         | 47e                    |
| 185                               | Rick Ottema (NED)         | 59e                    |
| 186                               | Egidijus Juodvalkis (LTU) | 35e                    |
| 187                               | Jeroen Goeleven (BEL)     | AB                     |
| Directeur sportif : Peter Bauwens |                           |                        |

| Topsport Vlaanderen-Baloise TSV    | Topsport Vlaanderen-Baloise TSV | Topsport Vlaanderen-Baloise TSV |
| ---------------------------------- | ------------------------------- | ------------------------------- |
| Num                                | Coureur                         | Pos                             |
| 191                                | Preben Van Hecke (BEL) (Route)  | 3e                              |
| 192                                | Kenny De Ketele (BEL)           | 27e                             |
| 193                                | Tim Declercq (BEL)              | AB                              |
| 194                                | Floris De Tier (BEL)            | 50e                             |
| 195                                | Stijn Steels (BEL)              | 1er                             |
| 196                                | Jens Wallays (BEL)              | 8e                              |
| 197                                | Amaury Capiot (BEL)             | 16e                             |
| Directeur sportif : Hans De Clercq |                                 |                                 |

| Wanty-Groupe Gobert WGG                      | Wanty-Groupe Gobert WGG   | Wanty-Groupe Gobert WGG |
| -------------------------------------------- | ------------------------- | ----------------------- |
| Num                                          | Coureur                   | Pos                     |
| 201                                          | Frederik Backaert (BEL)   | 39e                     |
| 202                                          | Jérôme Baugnies (BEL)     | AB                      |
| 203                                          | Tom Devriendt (BEL)       | 44e                     |
| 204                                          | Roy Jans (BEL)            | 11e                     |
| 205                                          | Lander Seynaeve (BEL)     | AB                      |
| 206                                          | James Vanlandschoot (BEL) | 58e                     |
| 207                                          | Frederik Veuchelen (BEL)  | 62e                     |
| Directeur sportif : Hilaire Van der Schueren |                           |                         |

| An Post-ChainReaction SKT         | An Post-ChainReaction SKT   | An Post-ChainReaction SKT |
| --------------------------------- | --------------------------- | ------------------------- |
| Num                               | Coureur                     | Pos                       |
| 211                               | Aidis Kruopis (LTU) (Route) | AB                        |
| 212                               | Alistair Slater (GBR)       | AB                        |
| 213                               | Xandro Meurisse (BEL)       | 32e                       |
| 214                               | Alexander Maes (BEL)        | AB                        |
| 215                               | Jens Vandenbogaerde (BEL)   | 30e                       |
| 216                               | Conor Dunne (IRL)           | 9e                        |
| 217                               | Paulius Šiškevičius (LTU)   | AB                        |
| Directeur sportif : Niko Eeckhout |                             |                           |

| SEG Racing SEG                  | SEG Racing SEG           | SEG Racing SEG |
| ------------------------------- | ------------------------ | -------------- |
| Num                             | Coureur                  | Pos            |
| 221                             | Yoeri Havik (NED)        | NP             |
| 222                             | Rob Leemans (BEL)        | AB             |
| 223                             | Jenthe Biermans (BEL)    | 13e            |
| 224                             | Jonas Bokeloh (GER)      | 36e            |
| 225                             | Fabio Jakobsen (NED)     | AB             |
| 226                             | Ricardo van Dongen (NED) | AB             |
| 227                             | Jasper Bovenhuis (NED)   | AB             |
| Directeur sportif : Ton Welling |                          |                |

| Sunweb-Napoleon Games SUN           | Sunweb-Napoleon Games SUN    | Sunweb-Napoleon Games SUN |
| ----------------------------------- | ---------------------------- | ------------------------- |
| Num                                 | Coureur                      | Pos                       |
| 231                                 | Angelo De Clercq (BEL)       | AB                        |
| 232                                 | Angelo Van Den Bossche (BEL) | AB                        |
| 233                                 | Elias Van Hecke (BEL)        | NP                        |
| 234                                 | Dieter Vanthourenhout (BEL)  | 64e                       |
| 235                                 | Yorben Van Tichelt (BEL)     | 24e                       |
| 236                                 | Thomas Joseph (BEL)          | AB                        |
| 237                                 | Michael Vanthourenhout (BEL) | NP                        |
| Directeur sportif : Mario De Clercq |                              |                           |

| Roubaix Lille Métropole RLM            | Roubaix Lille Métropole RLM | Roubaix Lille Métropole RLM |
| -------------------------------------- | --------------------------- | --------------------------- |
| Num                                    | Coureur                     | Pos                         |
| 241                                    | Romain Pillon (FRA)         | AB                          |
| 242                                    | Maxime Vantomme (BEL)       | 61e                         |
| 243                                    | Dieter Bouvry (BEL)         | AB                          |
| 244                                    | Thomas Damuseau (FRA)       | AB                          |
| 245                                    | Timothy Dupont (BEL)        | AB                          |
| 246                                    | Jimmy Turgis (FRA)          | 43e                         |
| 247                                    | Baptiste Planckaert (BEL)   | NP                          |
| Directeur sportif : Frédéric Delcambre |                             |                             |

| Leopard Development LDT           | Leopard Development LDT  | Leopard Development LDT |
| --------------------------------- | ------------------------ | ----------------------- |
| Num                               | Coureur                  | Pos                     |
| 251                               | Jan Dieteren (GER)       | 37e                     |
| 252                               | Kristian Haugaard (DEN)  | AB                      |
| 253                               | Massimo Morabito (LUX)   | AB                      |
| 254                               | Viktor Manakov (RUS)     | AB                      |
| 255                               | Matthias Plarre (GER)    | NP                      |
| 256                               | Tom Wirtgen (LUX)        | AB                      |
| 257                               | Laurent Vanden Bak (BEL) | AB                      |
| Directeur sportif : Markus Zingen |                          |                         |

| Atom 6-Tops Antiek AT6          | Atom 6-Tops Antiek AT6            | Atom 6-Tops Antiek AT6 |
| ------------------------------- | --------------------------------- | ---------------------- |
| Num                             | Coureur                           | Pos                    |
| 261                             | Christophe Van Cauwenberghe (BEL) | 52e                    |
| 262                             | Mathias Van Holderbeke (BEL)      | AB                     |
| 263                             | Timmy Diependaele (BEL)           | AB                     |
| 264                             | Tom Vandenbussche (BEL)           | AB                     |
| 265                             | Germer Cardon (BEL)               | AB                     |
| 266                             | Giovanni De Merlier (BEL)         | AB                     |
| 267                             | Jordy Oliebos (BEL)               | AB                     |
| Directeur sportif : Dirk Expeel |                                   |                        |